# 北余目站
北余目站（日语：／ Kita-Amarume eki */?）是位於山形縣東田川郡庄內町平岡字大坪，屬於東日本旅客鐵道（JR東日本）的羽越本線車站。

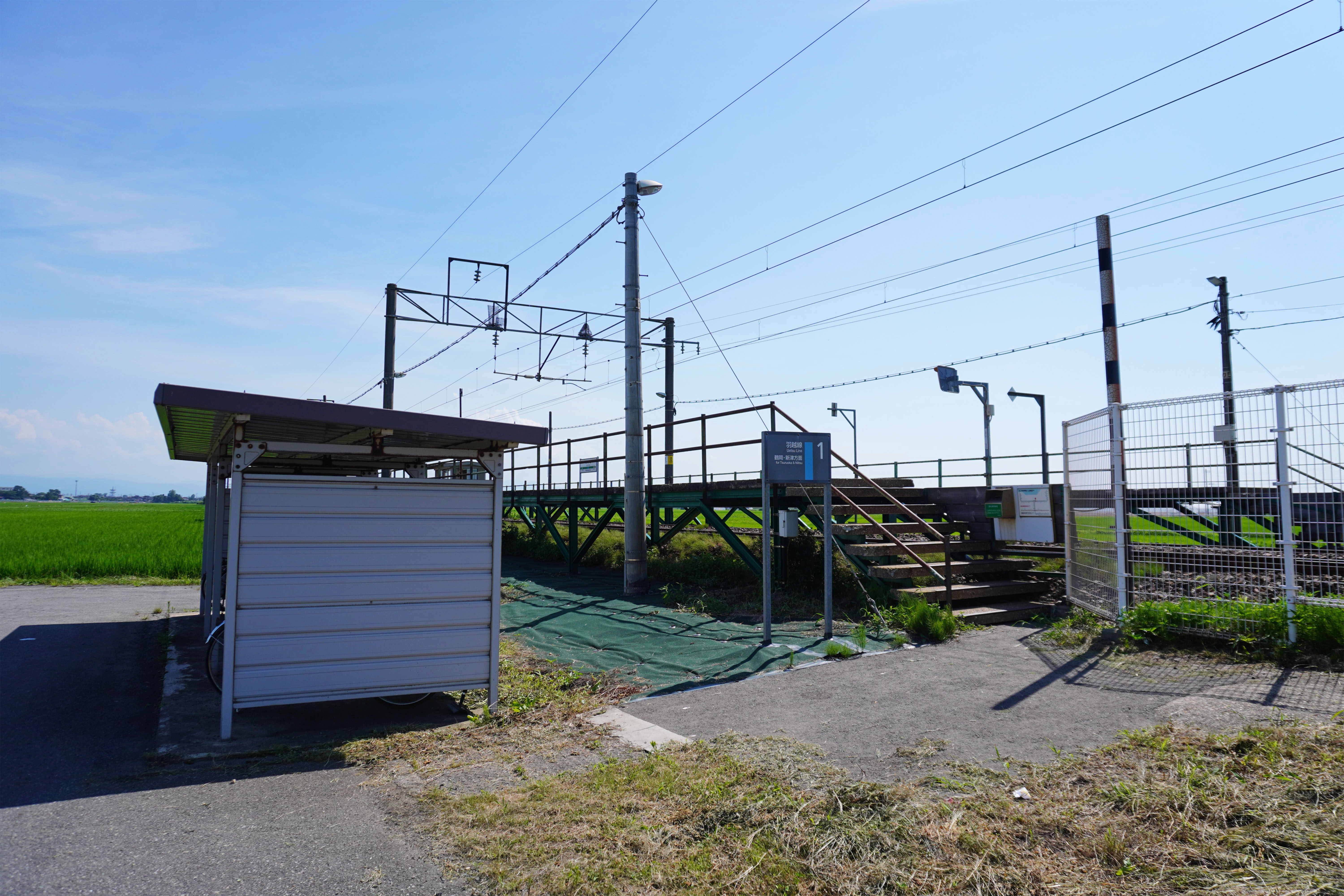
1號月台出入口(2023年7月)

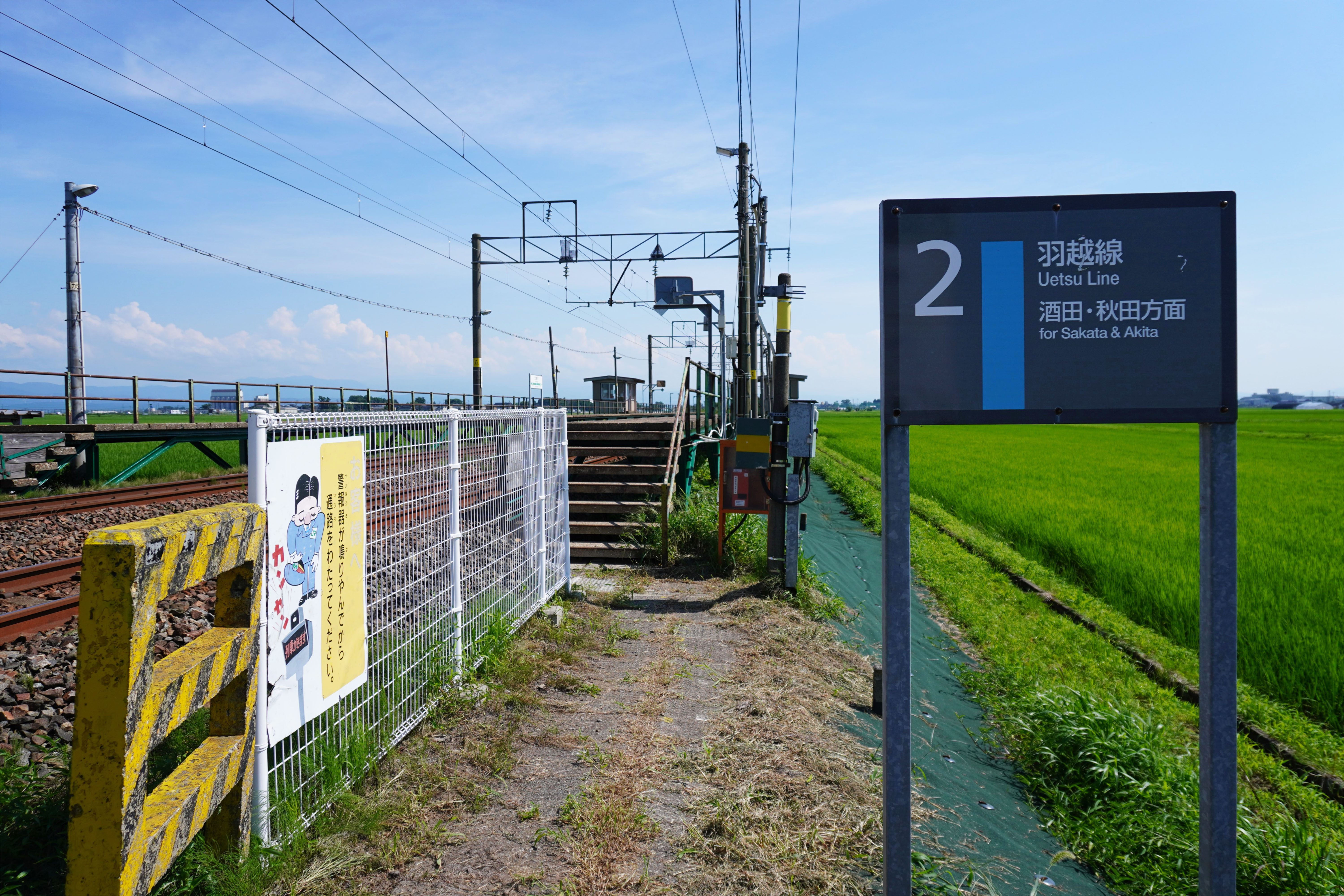
2號月台出入口(2023年7月)

## 歷史
- 1964年（昭和39年）2月1日：車站啟用。
- 1987年（昭和62年）4月1日：伴隨國鐵分割民營化，車站由東日本旅客鐵道（JR東日本）營運。

## 車站構造

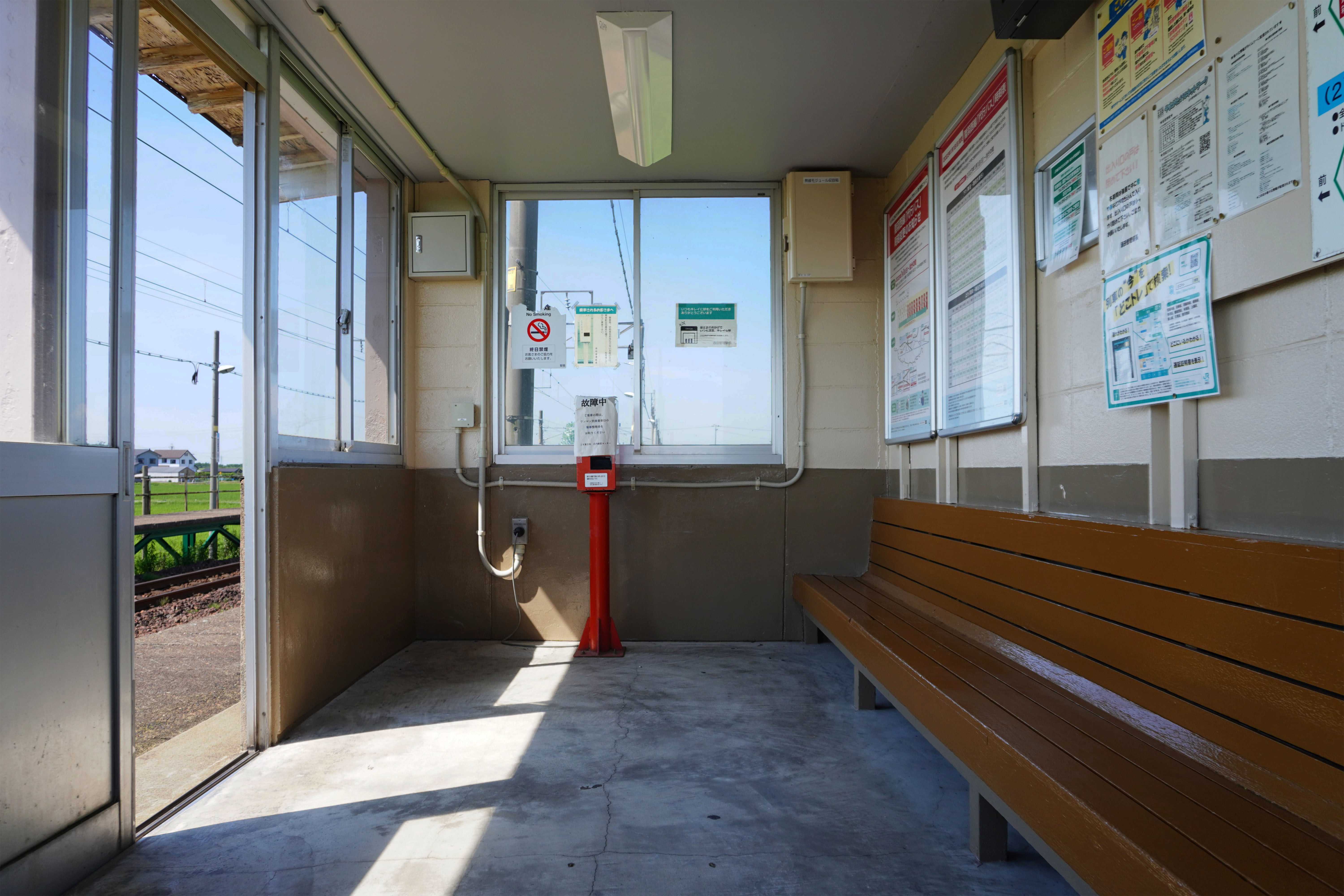
候車室内(2023年7月)

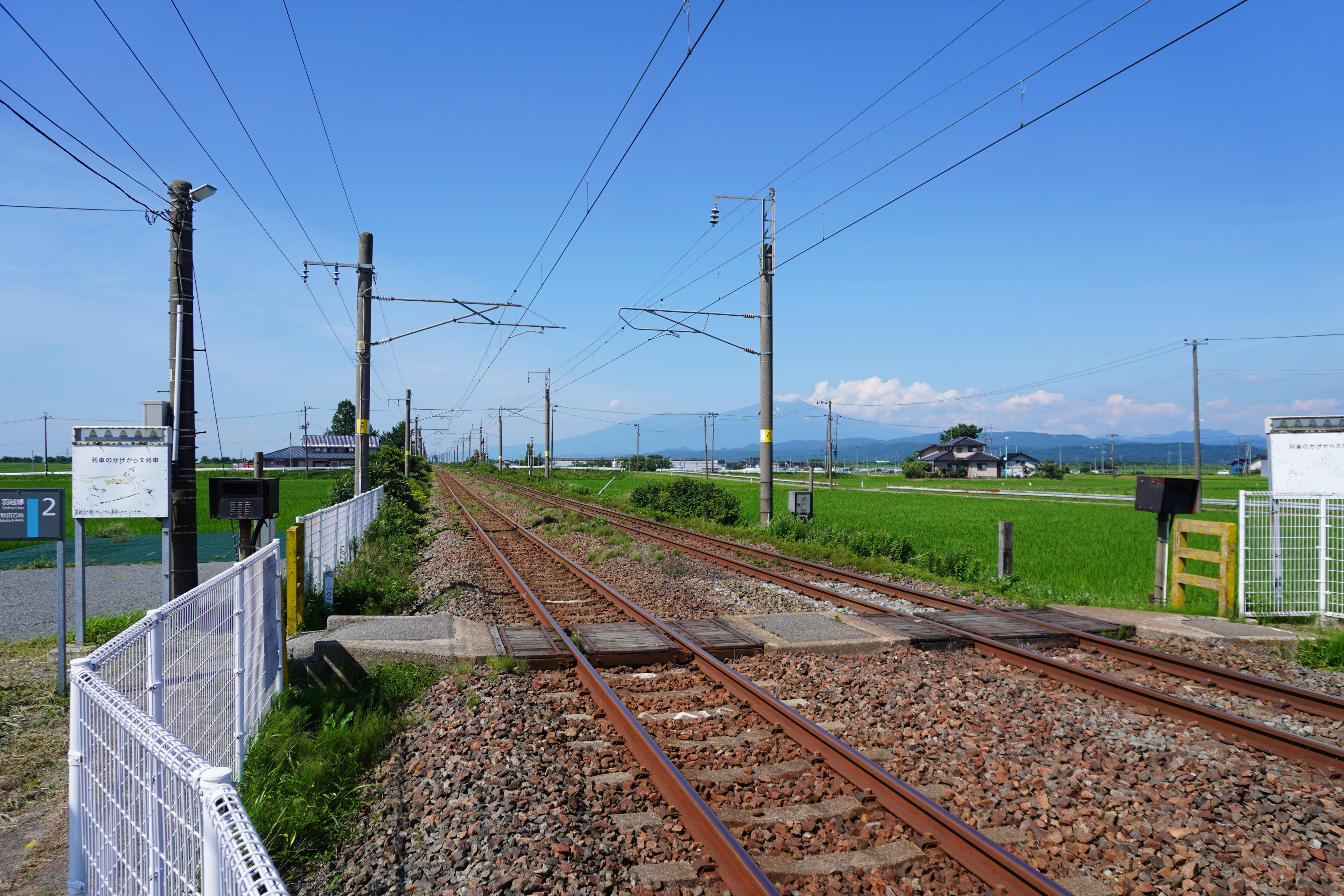
平交道(2023年7月)

本站是地面車站，設有2面2線的相對式月台。在月台上設有候車室。此站是由酒田站管理的無人車站。站内沒有設置自動售票機，但1號與2號月台上均設有乘車站證明發行機。1號月台的發行機設置在候車室內，2號月台的發行機則設置在月台樓梯位置。

### 月台
| 月台 | 路線                                | 上下行 | 方向           |
| ---- | ----------------------------------- | ------ | -------------- |
| 1    | ■羽越本線 （包括■陸羽西線直通列車） | 上行   | 鶴岡、新津方向 |
| 2    | ■羽越本線 （包括■陸羽西線直通列車） | 下行   | 酒田、秋田方向 |

參考

## 使用狀況
在2004年度，1日平均乘車人次為14人。
| 年度 | 1日平均人數 |
| ---- | ----------- |
| 2000 | 20          |
| 2001 | 20          |
| 2002 | 22          |
| 2003 | 18          |
| 2004 | 14          |

## 車站周邊
- 山形縣道360号砂越余目線
- 平岡簡易郵局
- JR羽越本線出軌事故慰霊碑

## 相鄰車站
東日本旅客鐵道
■羽越本線、■陸羽西線（余目站至酒田站之間為羽越本線直通區間）
□快速「最上川」
通過
■普通
余目－北余目－砂越

## 注腳
1. ↑  JR東日本:駅構内図 （页面存档备份，存于）（日語）
2. ↑  『山形県の鉄道輸送』平成26年度版 - 山形県 （页面存档备份，存于）（日語）

## 外部連結
- 車站資訊（北余目）：東日本旅客鐵道（日語）